# C-3PO
C-3PO（音為See-Threepio），亦有簡單地叫他作3PO、西·特里皮奥，是《星球大戰》系列中的角色，無論聲音或演繹，在正傳九部曲裡全由安東尼·丹尼爾斯（Anthony Daniels）所擔任。星球大戰年表中，他於32BBY（星際大戰首部曲：威脅潛伏）由安納金·天行者所製造，後來與R2-D2展開多次冒險。

## 生平

### 
在32BBY（星際大戰首部曲：威脅潛伏），C-3PO於塔圖因星（Tatooine）被9歲的安納金·天行者（Anakin Skywalker）用他的奴隸主人瓦頭（Watto）及塔圖因星的廢棄零件所製造，名字中的3就是指天行者家庭中的第三個成員（還有安納金的母親西米·天行者）。當時的C-3PO是個未完成品，未有外殼、電線外露，而受程式影響，他必然會忠實的侍奉主人。
後來魁剛·金（Qui-Gon Jinn）與佩咪·艾米達拉（Padmé Amidala）因意外來到塔圖因星，安納金向帕德梅展示了C-3PO，而這次亦是他第一次遇到了R2-D2。經過飛艇大賽（Pod Race）後，安納金因要訓練成為絕地武士，便跟隨魁剛·金離開，C-3PO便繼續服務雪米·天行者，直到瓦圖將雪米賣給農夫拉斯（Lars），C-3PO才被裝上了銀灰色的外殼。
22BBY（星際大戰二部曲：複製人全面進攻），成為歐比王·肯諾比（Obi-Wan Kenobi）學徒的安納金因夢到母親受苦而與佩咪回來塔圖因星，C-3PO對製造者回來非常高興。安納金在為他母親報仇後，收到貿易聯盟（Trade Federation）捉拿了歐比王的消息，決定到基歐諾西斯星（Geonosis）營救，C-3PO便再次跟隨安納金。
到達基歐諾西斯星後C-3PO與R2-D2跟隨安納金去救歐比王，這也是二人第一次一同冒險。在一輪混亂中，C-3PO的身和頭被分開，分別被安裝成兩個戰鬥機械人，並且攻擊被圍困的絕地武士們，雖然C-3PO的頭一直在說對不起，但身卻不斷射擊，更因身體的好戰而說出「殺死絕地武士」的話。幸而絕地大師奇特·費司多（Kit Fisto）以原力推倒他。R2-D2亦替C-3PO找回身體接駁。基歐諾西斯戰役結束後，安納金與艾米达拉回到那卜星結婚，C-3PO與R2-D2亦在場見證。
在19BBY（星際大戰三部曲：西斯大帝的復仇），安納金與佩咪結婚後，便住在首都克魯斯根星（Coruscant）上，而由於安納金常要執行任務，C-3PO便負責照顧佩咪，當時已安裝金色外殼。直到安納金屠殺絕地武士，並前往穆斯塔法星（Mustafar）執行達斯·西帝（Darth Sidious）的任務，C-3PO一直安慰著擔心安納金的佩咪，不過安慰的口才卻不太靈活。
後來，歐比王到來問佩咪安納金的去向，並且說出安納金已投向黑暗一面，佩咪不相信，決定親自到穆斯塔法星探求真相，C-3PO仍一同前往，幫助佩咪控制飛船。到達後，C-3PO負責留守飛船，並且目睹安納金在停機坪上差點殺害佩咪及與歐比王戰鬥，當安納金與歐比王走進主塔後，C-3PO便將佩咪帶回飛船休息。
不過，回來的人只有歐比王，而C-3PO亦迫不及待的想離開這可怕的星球。當佩咪因難產而死後，留下男女的雙胞胎，參議員貝爾·歐嘉納（Bail Organa）決定照顧女孩（日後的莉亞公主），C-3PO與R2-D2當時在場，之後它們便再次易主。為了防止C-3PO多嘴惹禍，被下令刪除記憶，因此他對「星戰前傳」所發生的事，都完全忘記（但R2-D2的記憶得以保存）。
0ABY（星際大戰四部曲:曙光乍現），C-3PO與R2-D2屬於莉亞公主（Princess Leia）的使節船，但在回程中被銀河帝國的星際驅逐艦（Star Destroyer）俘虜，莉亞公主把求救訊號與帝國死星（Death Star）的藍圖放在R2-D2的身上，讓R2-D2與C-3PO乘救生艇逃脫，雖然C-3PO非常不喜歡，但亦只好跟隨。當救生艇降落在塔圖因星的沙漠上，C-3PO與R2-D2因方向問題而決定分開行走，不幸的被爪哇人（Jawas）捉到，C-3PO與R2-D2再次相遇。
後來，路克·天行者（Luke Skywalker）和他的叔叔向爪哇人買了C-3PO與R5-D4，不過R5-D4卻短路而爆掉，C-3PO便向路克推薦了R2-D2。卢克在清洗R2-D2時，發現了莉亞公主向歐比王求救的訊息。夜裡，R2-D2逃走，路克便帶著C-3PO找R2-D2，在途中遇上，路克決定和他們一起尋找歐比王·肯諾比，不過被沙人（Sand People）襲擊，C-3PO甚至斷了一隻手，幸而歐比王·肯諾比解救，而路克亦因歐比王勸說和叔、嬸被殺，而跟隨歐比王前往解救莉亞公主。他們登上韓蘇洛（Han Solo）的千年鷹號（Millennium Falcon）向莉亞公主的母星奧德朗星（Alderaan）出發。
但千年鷹號卻被帝國死星俘虜，一行人躲在走私用的夾層之內逃過帝國風暴兵檢查及用計佔領一個指揮站。路克與韓蘇洛決定去救莉亞公主，C-3PO與R2-D2則留在指揮站，而歐比王則負責關掉牽引光束的能源。途中，被入侵的士兵給發現，帝國兵來到指揮站，C-3PO與R2-D2扮成被俘虜逃過攻擊，及要求做檢查離開指揮站。離開後被困在垃圾處理艙的路克聯上C-3PO，並靠R2-D2與死星電腦連線打開了垃圾艙的艙門，救出了莉亞公主。期间歐比王与黑武士（Darth Vader）再度决战，在看到莉亞一行人成功出逃后歐比王放弃了打斗，在達斯·維達的光剑劈过来时突然消失，化为了绝地英灵。
一行人來到反抗軍基地雅文星的第四個月亮上（Fourth Moon of Yavin）。路克決定參戰，臨行前C-3PO依依不捨的和跟隨路克的R2-D2告別。一輪戰爭後，反抗軍雖然勝利，R2-D2卻嚴重受損，C-3PO是最擔心R2-D2的一個。在授勳典禮上，C-3PO與R2-D2亦有出席，站在台上。
3ABY（星際大戰五部曲：帝國大反擊），反抗軍在冰天雪地的霍斯星（Hoth Gear）建立據點，C-3PO向韓蘇洛報告莉亞公主十分擔心路克失蹤的消息，C-3PO與R2-D2同樣十分擔心，當基地大閘要關上時，C-3PO再用他不好的口才安慰莉亞公主。路克雖然被韓蘇洛救回，但銀河帝國軍卻已揮軍攻擊，莉亞公主來不及和反抗軍會合，只好和韓蘇洛、丘巴卡（Chewbacca）與C-3PO搭乘千年鷹號逃離霍斯星，和路克暫時分開。
千年鷹號的光速系統發生故障，C-3PO雖然早早看出，但卻沒有人理會。千年鷹號被帝國軍追擊，被逼進入流星群的一顆小行星洞穴中躲避。逃出太空蝸蝓的肚子及成功避過帝國軍後，一行人到了云城（Cloud City），受到藍道·卡瑞森（Lando Calrissian）歡迎，不過C-3PO在誤闖之下，發現銀河帝國軍，C-3PO被拆成廢鐵，最後被丘巴卡找回。
原來維達已早一步到達雲上都市，藍道已被逼服從，銀河帝國軍遂捉住莉亞公主等人。在監牢中，丘巴卡嘗試著組裝回C-3PO，但卻把頭裝反，而C-3PO第一句說話便是「有帝國風暴兵！！」丘巴卡一直背著一塊塊的C-3PO，目睹韓蘇洛被變成碳塊，雖然得到藍道的幫助而再次逃回千年鷹號，但韓蘇洛已被賞金獵人波巴·费特（Boba Fett）帶走，賣給赫特人賈霸（Jabba the Hutt），不過亦幸而成功解救了前來救助的路克。他們與反抗軍會合後，C-3PO亦被修復，與路克、莉亞和R2-D2目送乘著千年鷹號、追回波巴·費特的藍道與楚霸客。
在4ABY（星際大戰六部曲：絕地大反攻），R2-D2與C-3PO奉路克的命令，前往賈霸的宮殿作使節，R2-D2播出路克的說話，原來R2-D2與C-3PO是作為禮物的奉獻給賈霸，C-3PO雖然不想，但卻要忠於主人，C-3PO遂變成了賈霸的隨身翻譯。原來一切都是路克為救韓蘇洛而作，经过与贾巴及其党羽的一番大战，R2-D2與C-3PO最後還是回到路克處。
後來，經過反抗軍作戰會議，決定由韓蘇洛與路克、莉亞、丘巴卡帶領士兵進攻安鐸星（Endor），毀掉帝國死星的防護罩，而R2-D2與C-3PO當然亦跟隨軍中。但到了恩多星時，莉亞與路克、韓蘇洛等人走散，路克與韓蘇洛前往尋找時卻被依娃族（Ewoks）捉到，走散的莉亞雖與依娃族的威奇特（Wicket W. Warrick）結成朋友，但阻止不了依娃族當路克與韓蘇洛作食物。不過，C-3PO卻被依娃族當成天神，路克要C-3PO向依娃族下令放了他們，依娃族不從，路克施展原力，令C-3PO坐在椅子上飛起來，C-3PO嚇得大叫大嚷，而吃驚的依娃族才放了眾人。
夜裡，C-3PO用古代語言和聲效向依娃族演說他們的冒險故事，令依娃族決定幫助反抗軍。第二天，眾人開始進攻防護罩，雖然中了帝國军的陷阱，經過了一輪苦戰，但因依娃族的幫助，反抗軍成功打敗銀河帝國軍，而達斯·西帝又被覺悟前非的達斯·維達所殺。帝國瓦解，眾星球熱烈慶祝，而眾人亦在恩多星上重逢。

### STAR WARS：原力覺醒
C-3PO在恩多战役后继续为新共和国服务，后来延续至抵抗勢力（Resistance ）。
作为抵抗勢力的机器人通讯主管，他精通700万种交流方式而不再是600万种了，他的红色左臂源自一个挽救了他的原第一軍團的机器人。

## 角色設定

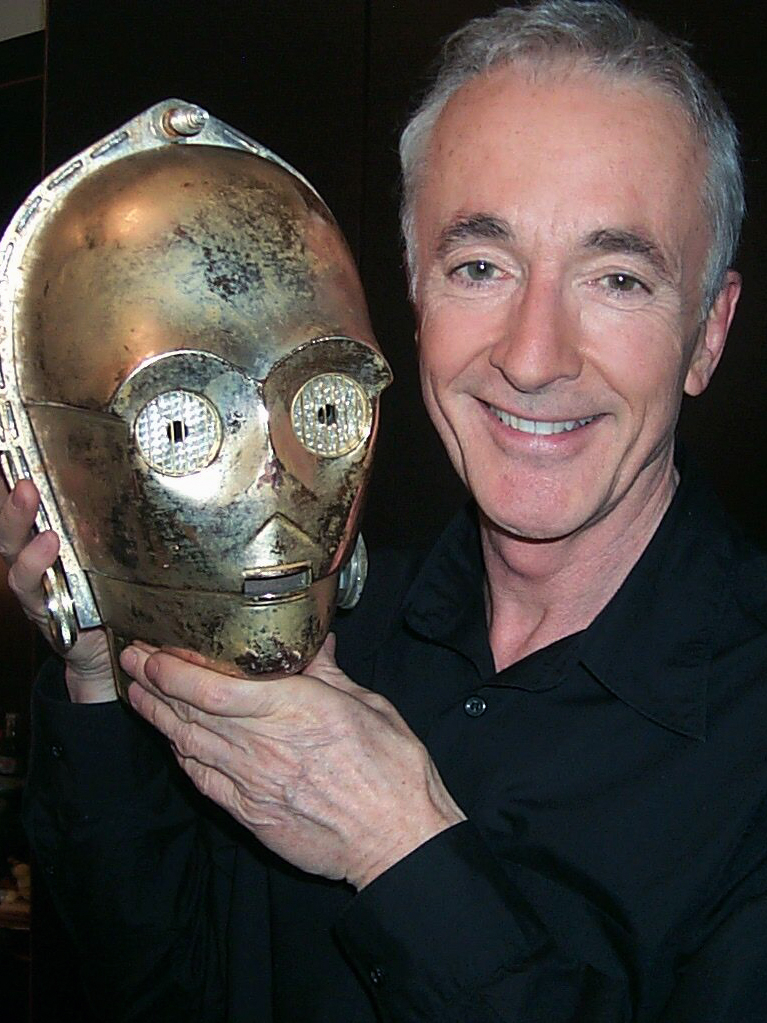
飾演C-3PO的安東尼·丹尼爾斯與C-3PO的人偶頭部

他不只是禮儀機械人，經過多次的改造，他更成為一部精通六百萬種沟通方式、懂得各地風俗的金色機械人。而無論他如何不願意，他亦要遵從主人的命令。可是C-3PO總是對身旁的人喋喋不休和性格懦弱，常說「我們完了！（We're doomed!）」 、「我的天！（Oh dear!）」、「我有不好的預感！（I have a bad feeling about this!）」所以有時會令人感到煩擾。他不單只是像其他翻譯機械人只是翻譯，他也有人類的思想。
而他與R2-D2這一對拍擋，一個懦弱、一個大膽，成為以後的經典，他也是R2-D2的代言者。而他亦在六部曲中時常被破壞。於2004年，C-3PO更被加入為最有名望機械人的其中一個。

## 其他知識
- C-3PO有指是以1927年電影《大都會》為靈感所創造。
- 安東尼·丹尼爾斯曾說：「我並不是因為身材合適才得到這個角色的。」而他亦表示當他穿上C-3PO的戲服時，在場的演員都會忽視他的存在，就像他不是一部機械，而是真正的人。
- C-3PO曾聲稱他服務過43個主人，這可能因為他被洗走記憶的原因。
- 安東尼·丹尼爾曾不以C-3PO出場在一些場景，例如《星際大戰二部曲：複製人全面進攻》和《星際大戰三部曲：西斯大帝的復仇》中，他在的酒吧及歌劇院出現。
- C-3PO與R2-D2在日本卡通《宇宙奇兵》中曾出現，雖然那兩個角色不是與C-3PO、R2-D2完全一樣，但在設計及聲音上，則是仿照C-3PO與R2-D2。
- 只有C-3PO、R2-D2與安納金·天行者（黑武士）在前六部曲與外傳《俠盜一號》中出现（不計變成靈魂的人物）。
- 在意大利，C-3PO被改命為D-3BO，而法國則變成Z-6PO。兩個國家在「星戰前傳」中將名字改回。
- 喬治·盧卡斯曾承認首部星球大戰的人物及故事是參照日本導演黑澤明的《戰國英豪》所創作而成，而C-3PO與R2-D2就是參照《戰》當中的一高一矮的農夫太平及又七。
- 史蒂芬金所寫的長篇奇幻小說《黑塔》中的通訊機械人安迪外型與C-3PO非常相似。
- 《宅男行不行》中，謝爾頓的朋友拉傑，把《星際大戰》中的C-3PO，形容為「閃閃發光的謝爾頓」。